# Châteaubernard
Châteaubernard är en kommun i departementet Charente i regionen Nouvelle-Aquitaine i västra Frankrike. Kommunen ligger  i kantonen Cognac-Sud som ligger i arrondissementet Cognac. År 2022 hade Châteaubernard 3 793 invånare.

## Befolkningsutveckling
Antalet invånare i kommunen Châteaubernard
Referens:INSEE